# Fosfobrąz

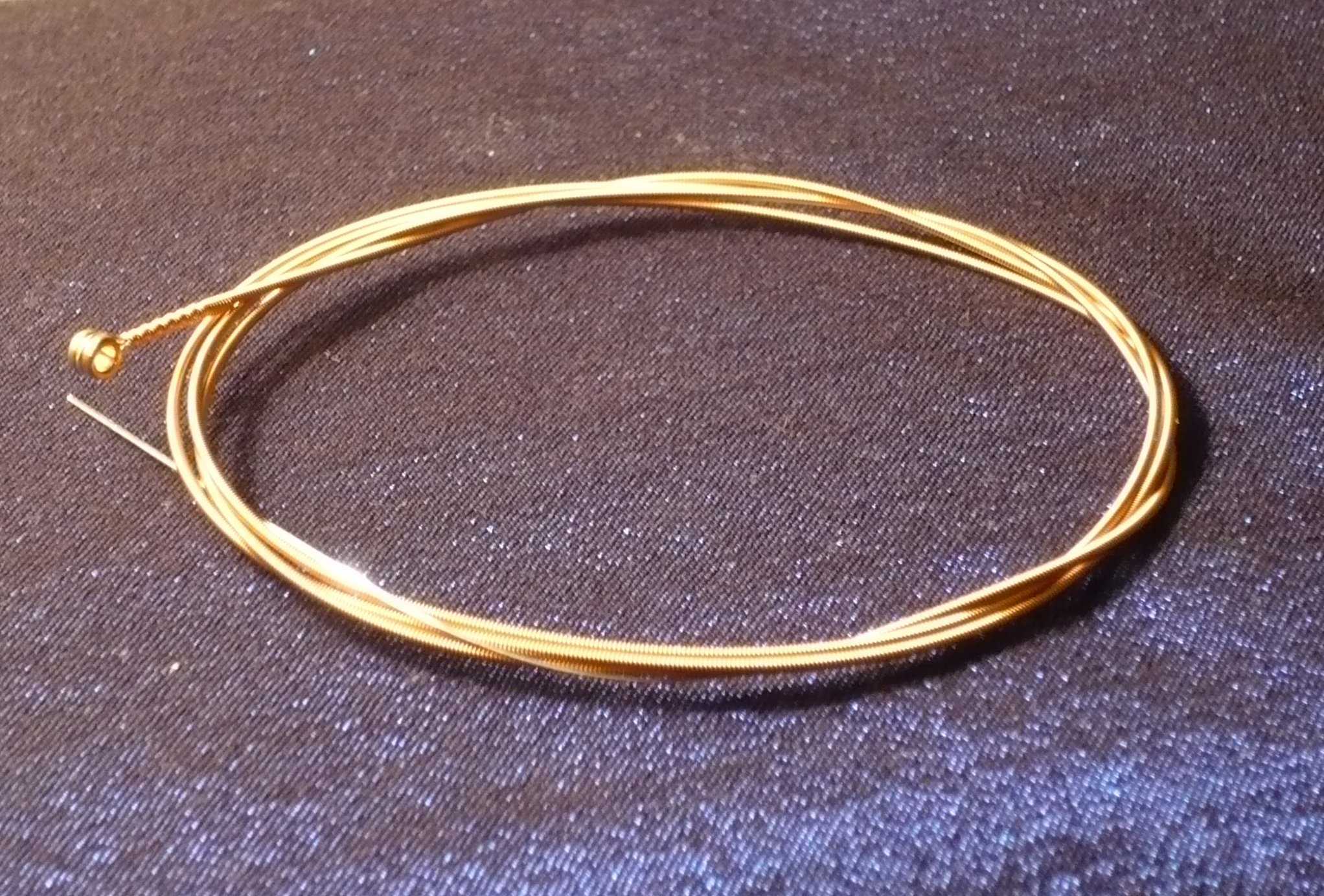
Stalowa struna gitarowa w powłoce z fosforobrązu

Fosfobrąz (fosforobrąz) – stop miedzi i cyny z dodatkiem czerwonego fosforu, np. fosforobrąz CuSn10P (Polsce oznaczany jako B101) zawiera oprócz miedzi 10% cyny i 1% fosforu. Jest bardzo odporny na ścieranie i zgniatanie. Przykładowe zastosowanie to panewki w łożyskach ślizgowych o dużych wymaganiach materiałowych.